# Boffo Games
Boffo Games was een computerspelontwikkelaar dat slechts drie jaar actief is geweest, tussen 1994 en 1997. Het bedrijf was opgericht door Steve Meretzky, Mike Dornbrook en Leo DaCosta.

## Games
In de korte tijd van hun bestaan heeft Boffo Games twee spellen gemaakt:
| Titel         | Release jaar | Platform               |
| ------------- | ------------ | ---------------------- |
| Hodj 'n' Podj | 1995         | Microsoft Windows      |
| The Space Bar | 1997         | Microsoft Windows, Mac |